# Vụ trật đường ray Hazara Express 2023
Vào ngày 6 tháng 8 năm 2023, lúc 13:18 PKT (08:18 UTC), mười toa xe của tàu Hazara Express đang hành trình từ Karachi đến Rawalpindi ở Pakistan đã bị trật đường ray gần Nawabshah, tỉnh Sindh. Ít nhất 30 người đã thiệt mạng và hơn 100 người bị thương.

## Bối cảnh
Do các hệ thống lạc hậu, trong đó một số không được cập nhật kể từ thời kỳ thuộc địa, các vụ tai nạn và trật ray trên đường sắt Pakistan không phải là điều hiếm thấy. Chính phủ đã đối mặt với sự chỉ trích vì lơ là hệ thống tín hiệu và các tuyến đường già cỗi. Người dân cho biết các tuyến đường ray vẫn ở trong tình trạng xấu sau lũ lụt năm 2022. Một ngày trước đó, tàu Allama Iqbal Express bị lật gần Padidan mà không có thương vong. Tai nạn đường sắt Ghotki năm 2021 cũng đã xảy ra tại tỉnh này. Theo các báo cáo địa phương từ năm 2013 đến 2019, có 150 người thiệt mạng trong các sự cố liên quan đến tàu hỏa.

## Vụ việc
Lúc 13:18 PKT (08:18 UTC), mười toa xe của tàu Hazara Express đã bị trật đường ray gần Trạm Đường sắt Sarhari, giữa Shahdadpur và Nawabshah, trong hành trình từ Karachi đến Sargodha. Chuyến tàu vận chuyển khoảng 1.000 hành khách. Những người bị thương được đưa đến Bệnh viện Đại học Y Nhân dân gần đó ở Nawabshah và mọi hoạt động trên đường sắt chính đã bị tạm ngừng khi đội sửa chữa đến. Các nhà điều tra đang xác định nguyên nhân.

## Hậu cảnh
Đội cứu hộ Rescue 1122, Đường sắt Pakistan, Quân đội Pakistan, các Ranger và cảnh sát đã tiến hành hoạt động cứu hộ và cứu trợ tại hiện trường vụ tai nạn. Ông Younis Chandio, Phó Thanh tra trưởng Cảnh sát Benazirabad, cho biết chín trong số mười toa xe bị hỏng đã được sơ tán người chết và người bị thương.

## Điều tra
Bộ trưởng Đường sắt Khawaja Saad Rafique nói rằng không có lỗi nào được báo cáo trên đoạn đường ray nơi xảy ra vụ tai nạn, và ông đã ra lệnh điều tra. Báo cáo sơ bộ do một nhóm sáu thành viên trình lên vào ngày 8 tháng 8 năm 2023 cho biết các tấm kẹp đĩa cá kim loại nối các đường ray tại hiện trường tai nạn đã bị mất và một phần của đường ray đã được thay thế bằng gỗ. Báo cáo cũng ghi nhận rằng bánh xe trên đầu máy xe lửa bị hỏng và không thể loại trừ khả năng bị phá hoại. Sau đó, sáu nhân viên, trong đó có ba quan chức, đã bị đình chỉ. Vào ngày 9 tháng 8 năm 2023, Rafique đã bác bỏ các báo cáo trước đó rằng các tấm kẹp kim loại bị thất lạc và rằng gỗ đã được sử dụng cho các công việc sửa chữa. Nguyên nhân chính của vụ tai nạn, theo ông, là hai bánh xe lửa nằm kẹt và một phần đường ray bị hỏng.

## Phản ứng
Thủ tướng Shehbaz Sharif đã đăng tweet: "Tôi đã yêu cầu báo cáo về sự cố từ các cơ quan đường sắt.". Bộ trưởng Nội vụ Rana Sanaullah cũng đã tweet: "Lời chia buồn sâu sắc của tôi đến gia đình các hành khách đã qua đời. Những người bị thương nên được cung cấp các cơ sở chăm sóc sức khỏe tốt nhất tại các bệnh viện.".